# José Joaquín de Olmedo
José Joaquín Eufrasio de Olmedo y Maruri (Guayaquil, 19 de marzo de 1780-Guayaquil, 19 de febrero de 1847) fue un abogado, político, prócer y poeta guayaquileño. Fue uno de los personajes con mayor trascendencia y participación en la historia ecuatoriana.
En la era colonial española, Olmedo se destacó como gran orador en las Cortes de Cádiz, con el fin de lograr la abolición de las mitas. Sin embargo, con la derrota de las tropas napoleónicas en la península ibérica y el retorno del rey Fernando VII al trono, se disolvieron las cortes y se persiguió a sus diputados, entre ellos Olmedo, quien estuvo prófugo un breve tiempo. Volvió a Guayaquil e inició, junto a otros partidarios de las ideas emancipadoras, la preparación para la independencia guayaquileña, la cual se concretó el 9 de octubre de 1820.
Luego de la firma del Acta de Independencia, Olmedo fue proclamado presidente de la Provincia Libre de Guayaquil y gestionó la creación del ejército guayaquileño, luchó por la emancipación de los  pueblos de la antigua Real Audiencia de Quito, obteniendo la ayuda de Antonio José de Sucre, con quien suscribió un convenio de cooperación bélica que unía las tropas locales con las colombianas. Olmedo se refugió en Lima y llegó a ser diputado del primer Congreso Constituyente del Perú (1822). Olmedo en su admiración hacia los actos heroicos de Bolívar le dedicó un extenso poema llamado ‘Victoria de Junín’ Canto a Bolívar.
Sin embargo, en 1827, junto a Vicente Rocafuerte, lideró la rebelión del Departamento en contra de las políticas centralistas bolivarianas. 
Tras la creación del Estado de Ecuador en 1830, Olmedo fungió como el primer vicepresidente del país durante la primera presidencia de Juan José Flores. Tras quince años de dominación floreana y de políticas represoras, Olmedo junto a Roca y Noboa, lideraron la Revolución marcista que inició el 6 de marzo de 1845 y concluyó con la rendición de Flores, tras lo cual se conformó un triunvirato conformado por ellos mismos, el cual duró hasta la redacción de la IV constitución y la elección de Roca como presidente constitucional. En lo posterior, Olmedo prosiguió ocupando cargos en el gobierno hasta su fallecimiento en 1847.

## Biografía

### Primeros años y educación
José Joaquín de Olmedo nació en Guayaquil el 20 de marzo de 1780, en el seno de una familia acomodada. Sus padres fueron el capitán Miguel Agustín de Olmedo y Troyano, y la dama guayaquileña Ana Francisca Maruri y Salavarría. Su padre, Miguel de Olmedo y Troyano, era un capitán español natural de la villa de Mijas, cerca de Málaga. Miguel de Olmedo salió de Cádiz en 1756 rumbo a Panamá reclamado por un tío materno suyo, el también capitán Cristóbal Troyano de León, que desempeñaba por entonces la Comandancia General de la Artillería de Tierra Firme. En Panamá residió cuatro años, y después ocupó en Guayaquil el cargo de tesorero y comisario de guerra para la expedición al Marañón. En Guayaquil se quedó de oficial del fortín de San Carlos y se dedicó al comercio, haciéndose dueño de las fragatas "San Isidro" y "San Fermín". Contrajo matrimonio con la guayaquileña Ana Francisca de Maruri y Salavarría, de la antigua nobleza vasca asentada en la cuenca del Guayas, con la que tuvo a sus hijos José Joaquín y Magdalena.
Olmedo recibió su educación primaria en su ciudad natal, y a los nueve años de edad fue llevado por su padre a la ciudad de Quito para que continúe sus estudios en el Seminario San Luis, aunque posteriormente pasó al Convictorio de San Fernando, regentado por la Orden de Predicadores (dominicos), donde aprendió nociones de latinidad y gramática castellana. Durante su estadía en este centro de estudios conoció a José Mejía Lequerica —con quien entabló una gran amistad—, y tuvo entre sus maestros al doctor Eugenio de Santa Cruz y Espejo, el cual mostró gran interés en ambos estimulándolos al estudio.

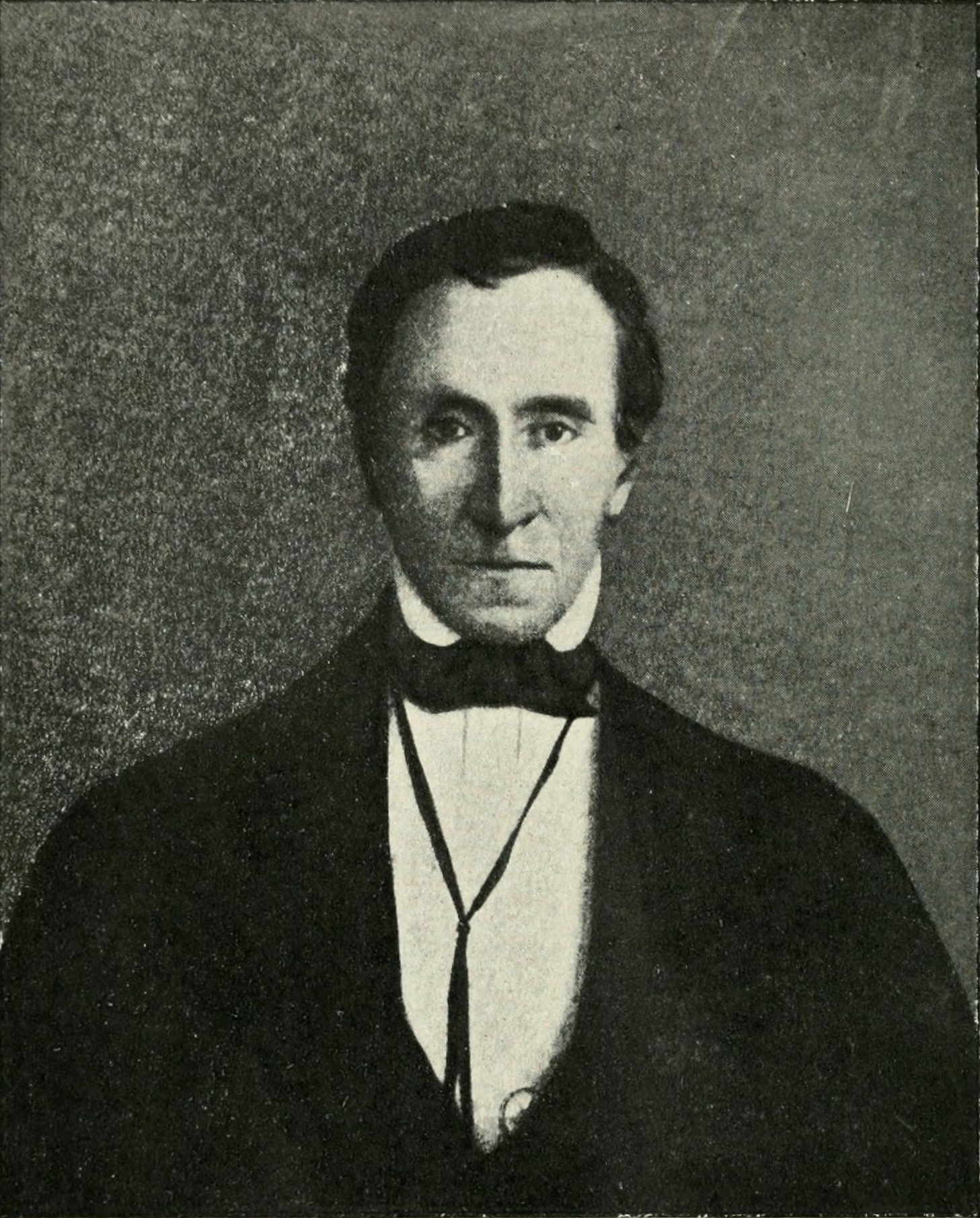
Imagen de un libro de 1904, es posible que también se haya publicado antes.

En 1792 Olmedo regresó a Guayaquil, sin embargo, sus padres decidieron enviarlo a Lima en 1794, a cargo de su pariente, el doctor José de Silva y Olave, chantre de la Catedral de Lima y vicerrector del Real Convictorio de San Carlos, centro de estudio en donde fue matriculado y estudió filosofía y matemática. En 1799 fue alumno de la Universidad de San Marcos y figuró en un acto público de filosofía y matemáticas. En 1800 obtuvo por oposición en San Carlos la cátedra de Filosofía. En 1802 escribió Epitalamio con ocasión de las bodas de una pareja amiga. En 1803 escribió el poema Mi retrato y se lo envió a su única hermana Magdalena, que residía en Guayaquil, pidiéndole que al pie pusiera como letrero: "Amó cuanto era amable, amó cuanto era bello".  
El 15 de junio de 1805 obtuvo el doctorado en Jurisprudencia y pasó a dictar Derecho Civil en el colegio de San Carlos. El 6 de noviembre del mismo año se recibió en práctica y al año siguiente alcanzó el doctorado en ambos derechos Civil y Canónico, escribiendo sus poemas Matemáticas y Loa al Virrey. Para 1807 publicó En la muerte de doña María Antonia de Borbón, princesa de Asturias. 
Después de 4 años de práctica se graduó de abogado en 1808, se incorporó al Colegio de Lima y dictó la cátedra de Digesto en San Marcos. Casi enseguida fue llamado a Guayaquil porque su padre estaba grave. Arribó el 20 de agosto, para recibir de su padre el encargo de ser el albacea de sus ya menguados bienes y velar por el sustento de la madre (casi ciega) y todavía en el hogar.

### Inicios de vida política
Olmedo regresó a la ciudad de Guayaquil el 20 de agosto de 1808, teniendo la oportunidad de estar presente en la muerte de su padre, por quien sentía un profundo respeto y admiración.
En 1809 se incorporó de abogado de la Audiencia de Quito. En marzo de 1810 tuvo una hija natural con Ramona Ledós, acompañó a José de Silva y Olave en su viaje a España, en septiembre recibió en México el nombramiento de diputado por Guayaquil a las Cortes de Cádiz. Semanas después viajó a España y se incorporó a las Cortes. El 12 de agosto de 1812 pronunció su célebre discurso sobre la abolición de las mitas; no era un gran orador, pero causó buen efecto. El diputado Castillo inició la discusión y las Cortes finalmente aprobaron la abolición de las mitas. Ese discurso se ha publicado varias veces desde que Vicente Rocafuerte lo dio a la Imprenta en Londres. Entonces consiguió que su protector y pariente José de Silva y Olave fuera designado obispo de la diócesis de Huamanga.

### En las Cortes de Cádiz
Secretario de las Cortes de Cádiz y después miembro y secretario de la Diputación Permanente hasta el 11 de mayo de 1814, fecha en que las Cortes fueron disueltas por Fernando VII y los diputados perseguidos y apresados, Olmedo se escondió en Madrid y regresó a Guayaquil en 1816, encontrando que su madre había muerto. A principios de 1817 viajó a Lima, y a su vuelta, el 24 de marzo contrajo nupcias con su deuda Rosa de Ycaza y Silva, sobrina del obispo Silva y Olave. En 1819 defendió en juicio a Vicente Ramón Roca, acusado de conspirador por haberse carteado con el cura insurgente de Acapulco, que de patriota se había vuelto realista.
José Joaquín Olmedo, quien estremecería dichas cortes al pronunciar su célebre discurso sobre la supresión de las Mitas y más tarde se convertiría en uno de los precursores de la independencia nacional.

### Independencia de Guayaquil

#### Fragua de Vulcano y proceso independentista

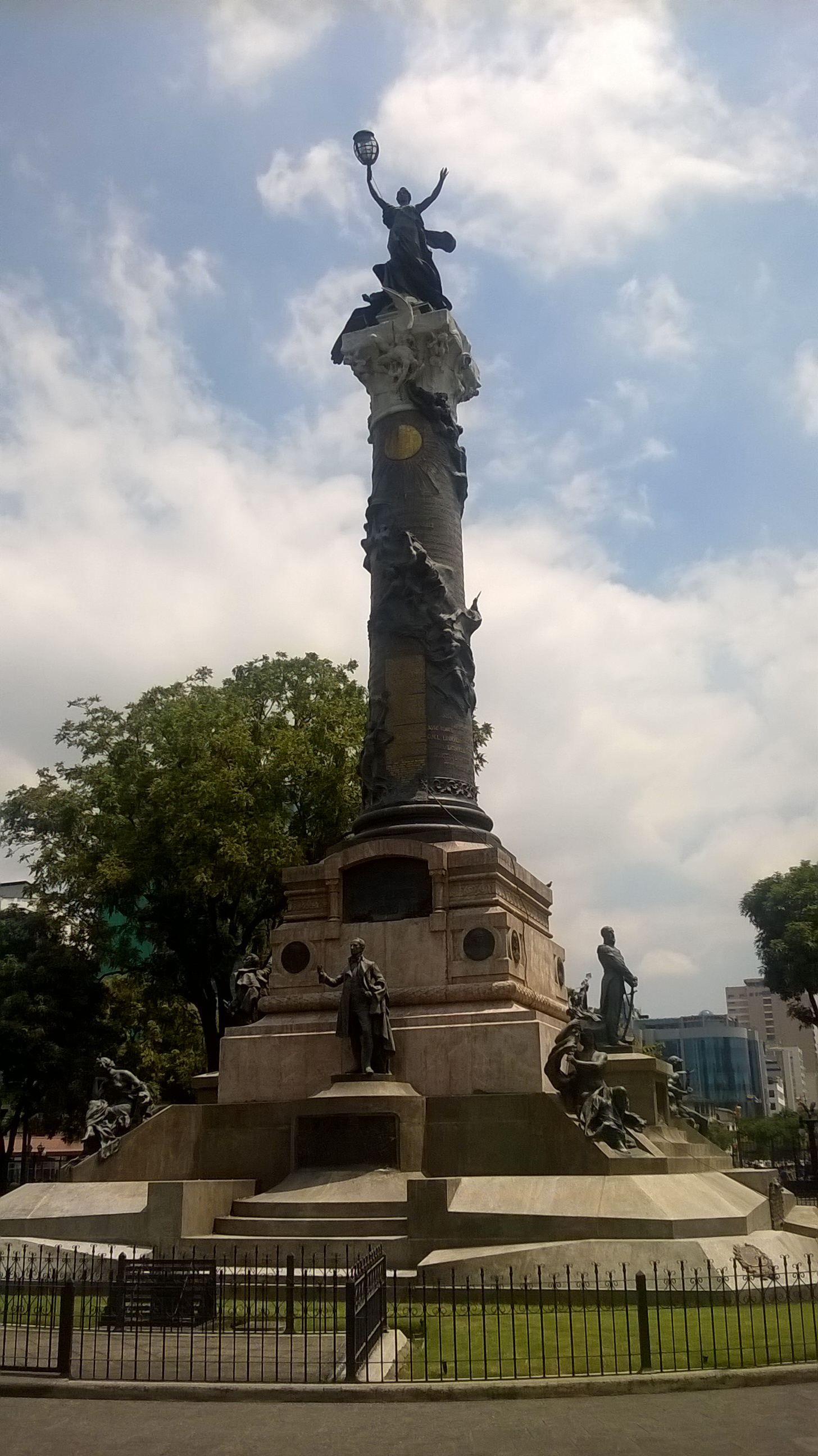
Columna a los próceres del 9 de octubre, monumento ubicado en el parque Centenario en Guayaquil, que rinde homenaje a Olmedo, Febres Cordero, Antepara y Villamil.

José Joaquín de Olmedo fue partícipe de un cónclave de partidarios de la secesión con respecto al Imperio español, organizado por don José de Antepara y que se desarrolló en la noche del 1 de octubre de 1820 en la casa de don José de Villamil, encubierta a manera de fiesta de quince años de la joven Isabela Morlás —hija de don Pedro Morlás, quien también era afín a la causa emancipadora—, en donde también participaron Escobedo, Lavayen, Vivero, Rivas, Fajardo, y los venezolanos Febres Cordero, Letamendi, Urdaneta, entre otros. El cónclave, denominado como «Fragua de Vulcano», concluyó con el juramento de lealtad al proceso emancipador por parte de los presentes.
El proceso independentista, cuyo liderazgo recayó finalmente sobre León de Febres Cordero, continuó en los días siguientes con una planificación exhaustiva que tenía como objetivo reducir al mínimo las bajas y la intervención del uso de las armas. Finalmente en la noche del 8 de octubre estalló la revolución emancipadora con la toma de varios cuarteles por parte de los insurrectos y la aprehensión de las autoridades leales a la Corona española. El movimiento se extendió hasta la madrugada del 9 de octubre.

#### Presidencia de la Provincia de Guayaquil
En la mañana del 9 de octubre de 1820, una vez concluida la toma de la ciudad por parte de los insurrectos, los promotores del movimiento independentista y miembros de la Fragua de Vulcano se reunieron en el Cabildo de la ciudad para firmar el Acta de Independencia y conformar un gobierno provisorio. Olmedo fue uno de los signatarios del acta, tras lo cual también fue designado en el cargo de «Jefe Político» de la provincia, mientras que el coronel Gregorio Escobedo asumió el cargo de «Jefe Militar».
Olmedo, durante su jefatura política, tuvo que afrontar rápidamente la continuidad del movimiento emancipador en los pueblos aledaños en la provincia. Los cuarteles militares guayaquileños plegados a la causa independentista aportaron a la insurrección y expulsión de autoridades españolas en Daule, Samborondón y Naranjal en los días siguientes. Sin embargo, durante los primeros días de la independencia, la gestión política de Olmedo se vio comprometida con casos de corrupción y arbitrariedades cometidas por el jefe militar Escobebo, quien gozaba del control de las fuerzas armadas y del poder fáctico de tomar el control político. Olmedo ordenó la instalación de un colegio electoral, el cual designó las nuevas autoridades de la junta de gobierno provisional, provocando el descuido de Escobedo, quien fue arrestado de inmediato y conducido al puerto con la finalidad de embarcarlo al Perú y ponerlo bajo el mando del general José de San Martín.

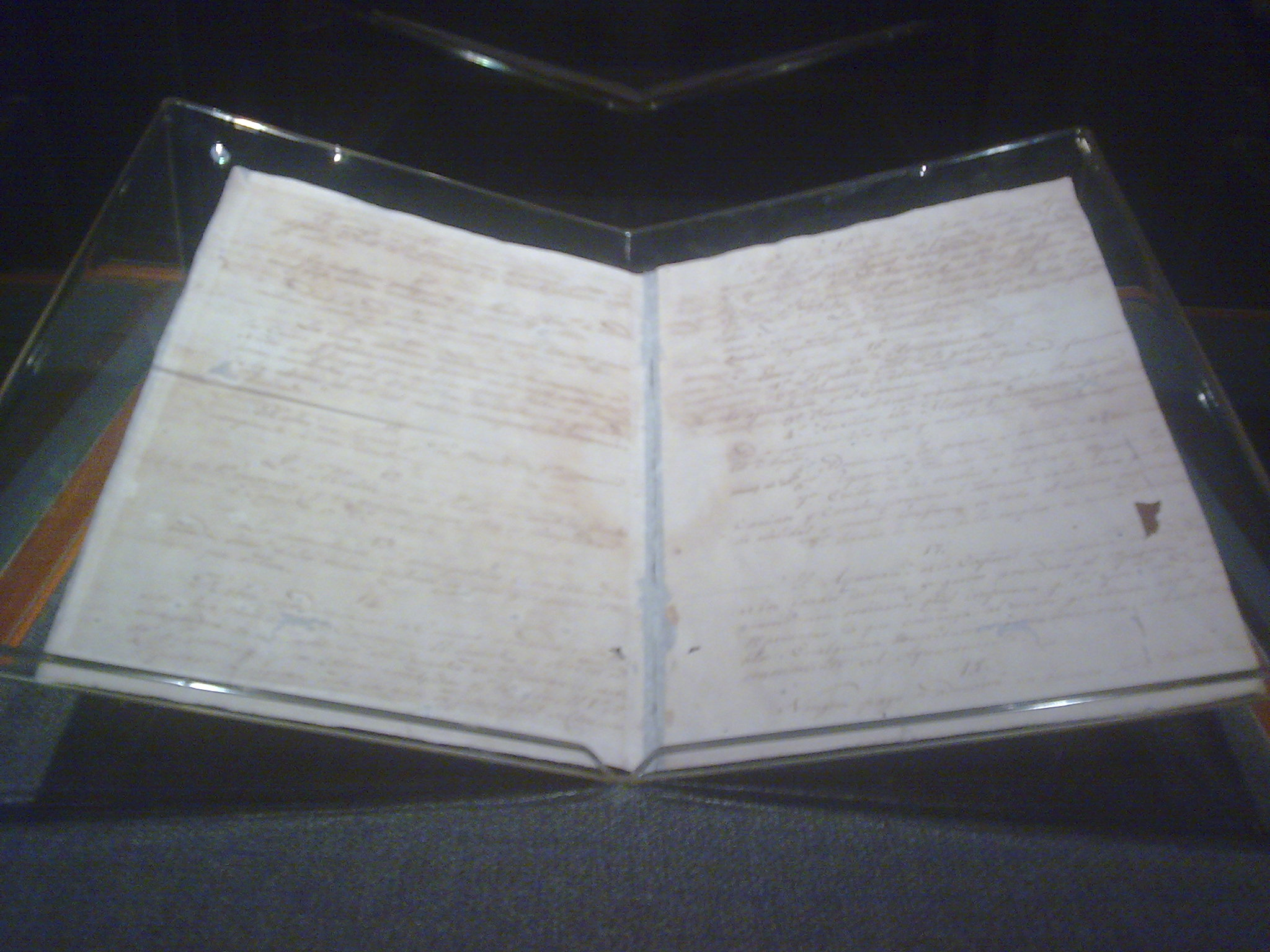
Reglamento Provisorio Constitucional de Guayaquil, exhibido en el Museo Municipal de la ciudad.

Las autoridades de la provincia convocaron una convención de 57 representantes de la provincia para redactar un texto constitucional, la cual se realizó entre el 8 y el 11 de noviembre de 1820, concluyendo con la creación, firma y ratificación del Reglamento Provisorio de Gobierno, con lo cual se erige oficialmente la República de Guayaquil, siendo José Joaquín de Olmedo designado como su primer presidente.
La División Protectora de Quito —denominación dada al ejército guayaquileño— libró varias batallas con el objetivo de asegurar la independencia de la provincia y erradicar las autoridades españolas de las ciudades de Quito y Cuenca. Sin embargo, a pesar de una inicial victoria en la batalla de Camino Real el 9 de noviembre, las tropas de la División Protectora sufrió una grave derrota en el Primer Huachi el 22 del mismo mes, haciéndola replegar hasta el interior de la provincia provocando un avance de las tropas realistas.
Olmedo suscribió un acuerdo de cooperación militar con el mariscal Antonio José de Sucre —quien había sido enviado por Simón Bolívar y llegó a Guayaquil por vía marítima juntos con refuerzos del ejército colombiano— el 6 de mayo de 1821. Las fuerzas colombianas y la División Protectora se unieron bajo el mando de Sucre, iniciando la denominada Campaña del Sur que concluyó con la victoria independentista definitiva en la batalla de Pichincha, el 24 de mayo de 1822.
Con la independencia de Quito y Cuenca, Olmedo esperaba integrar un nuevo estado junto con Guayaquil debido a los lazos de estos pueblos desde el tiempo de la Real Audiencia de Quito. Sin embargo, tras la llegada de Bolívar a territorio quiteño el 16 de junio de ese año, se anexaron las provincias de Quito y Cuenca a la República de Colombia. Olmedo ratificó la decisión del pueblo guayaquileño de mantenerse independiente y se negó a la integración colombiana, lo cual generó roces diplomáticos con el libertador Bolívar, y ante una eminente invasión, envió cartas al libertador San Martín para que interceda en el conflicto.
El 11 de julio de 1822, Simón Bolívar arribó a Guayaquil con un ejército de 2000 hombres aproximadamente y dio un golpe de Estado desconociendo al gobierno local proclamándose «dictador». José de San Martín llegó a la ciudad a los pocos días, sin embargo, las fuerzas colombianas habían tomado la ciudad. En conjunto con Bolívar, San Martín mantuvo una entrevista en el que trataron el asunto de la soberanía guayaquileña y las posteriores campañas militares en el Perú. El 27 de julio, ante el poderío bélico colombiano asentado en la ciudad, San Martín partió desde los muelles rumbo al Perú.

### Autoexilio
El 31 de julio de 1822, Bolívar decretó la anexión de la Provincia de Guayaquil a la Gran Colombia. Olmedo protestó por esta anexión y el 29 de julio emigró al Perú junto con Ximena, Roca y con más de doscientos vecinos de la primera distinción.
El 22 de septiembre fue elegido diputado por el Departamento de Puno y formó parte de la Comisión designada por el Congreso Constituyente de 1822 para redactar la primera constitución política del Perú. A nombre del Congreso cursó una invitación a Simón Bolívar para que se traslade al Perú a luchar por la independencia. Desde ese entonces volvió a entablar amistad con el libertador y cuando se enteró en 1824 de la victoria de Junín, inició el Canto a Bolívar, poema épico que le dio fama internacional al salir publicado en Guayaquil en 1825 y en Londres en 1826.
En 1825 recibió el nombramiento de ministro plenipotenciario de la Gran Colombia en Inglaterra. En octubre estaba en Londres. En 1826 se dio tiempo para publicar en París y en Londres su célebre Canto a Bolívar. En noviembre del mismo año fue elegido Miembro fundador de la Academia Nacional de Colombia y para 1827 viajó a Guayaquil. En 1828 falleció su hija Rosa, llamada Mi rosita de Ayacucho.

### Inicios del Estado de Ecuador
Entre 1828 y 1829, y por dos ocasiones fue designado Ministro de Relaciones Exteriores de la Gran Colombia pero se excusó en ambas. En 1830 fue Prefecto de Guayaquil y el 19 de mayo suscribió el Acta de Anexión del Departamento de Guayaquil a la República del Ecuador. En agosto concurrió a Riobamba como diputado de la primera Convención Nacional, fue nombrado miembro de la comisión compuesta para redactar la primera constitución y el 12 de septiembre obtuvo catorce votos y salió electo Vicepresidente de la República. En febrero asumió interinamente la presidencia por ausencia del titular. Poco después renunció por tener que ausentarse a Guayaquil, y en noviembre nuevamente fue Prefecto del Departamento de Guayaquil; como tal autorizó la toma de posesión de las islas de archipiélago de las Galápagos y viajó a Bogotá en calidad de Comisionado de Límites para solucionar un conflicto con la Nueva Granada por la anexión de Pasto, hasta 1833, cuando prosiguió estas negociaciones en Quito.
En 1833 fue designado por Vicente Rocafuerte para discutir la paz con los delegados del Jefe Supremo, José Félix Valdivieso. En 1835 escribió su poema Al General Flores, vencedor en Miñarica, fue elegido diputado por Guayaquil y luego Presidente de la Convención Nacional reunida en Ambato que eligió a Vicente Rocafuerte como nuevo presidente. 
En 1836 fue comisionado para la mediación entre Chile y Perú.
En 1837 intervino en la elaboración de las bases del Tratado con España que firmó Pedro Gual. En 1838 fue Primer Alcalde de la Municipalidad de Guayaquil, después Gobernador interino de la Provincia y comisionado por el presidente para liquidar el capital e intereses del crédito público con Miguel de Anzoátegui Cossio, que nunca se llegó a pagar.
En 1839 fue Subdirector de Estudios, prologó la Historia del Reino de Quito del padre Juan de Velasco y redactó un proyecto de "Reglamento de Policía".

### Revolución Marcista
El 6 de marzo de 1845 estalló la Revolución Marcista antifloreana en Guayaquil y Olmedo fue designado Presidente del triunvirato con Vicente Ramón Roca y Diego Noboa. En noviembre renunció dichas funciones y Vicente Rocafuerte propuso su candidatura a la presidencia de la República, perdiendo frente a Roca, que ascendió al poder tras alcanzar las dos terceras partes de la votación.
En 1846 fue comisionado con el general Antonio Elizalde para traer los restos de La Mar a Guayaquil, escribió un soneto Al General Lamar, y viajó a Lima, donde no encontró mejoría a su antigua dolencia del estómago.

### Muerte

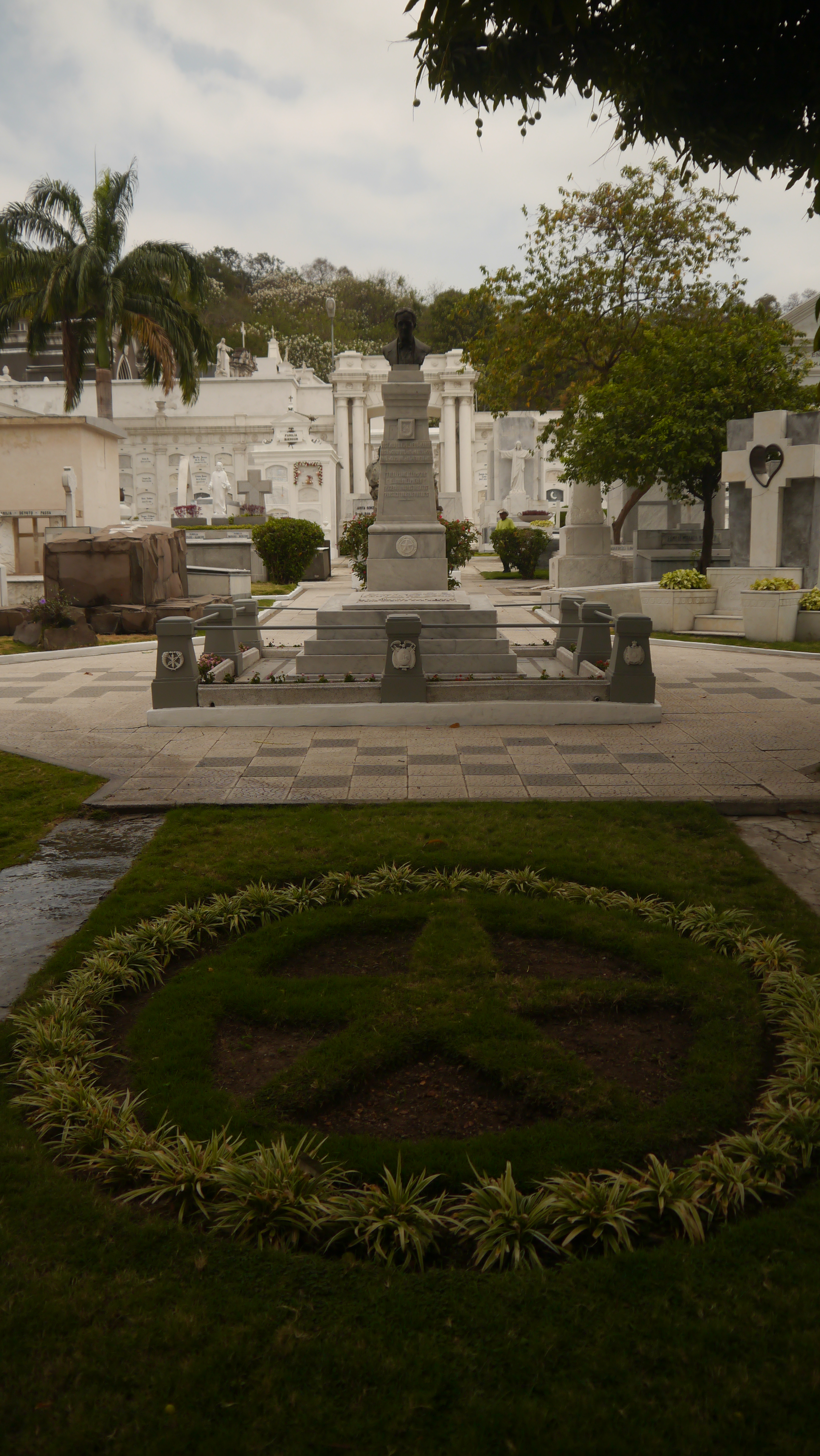
Cenotafio de José Joaquín de Olmedo en el Cementerio General de Guayaquil.

Nuevamente en Guayaquil ejerció la Subdirección de Estudios del Guayas, envejeciendo de forma prematura a causa de continuos dolores de estómago y estitiquez ocasionados por un cáncer lento, falleciendo finalmente el 19 de febrero de 1847, a la 01:15 de la mañana, a la edad de 66 años y 11 meses de edad. Antes de morir había dicho: «He cumplido, no sin gloria, mi destino».
Sus funerales se celebraron en todas las ciudades del Ecuador y sus restos se enterraron en la Iglesia de San Francisco, donde se quemaron durante el Incendio Grande del 5 al 6 de octubre de 1896.

## Obras
Durante su vida, dedicó parte de su tiempo a la creación de novelas, cantos, obras, poemas, entre otros tipos de creaciones literarias. Entre sus más conocidas obras están: Canto a Bolívar; Al General Flores, vencedor en Miñarica; y Alfabeto para un niño. Diseñó la bandera y el escudo de Guayaquil, además de componer la letra para su posterior himno.
En 1808 se inspiró y compuso el prólogo a la tragedia El Duque de Viseo de Quintana y su silva titulada El Árbol, que terminó en 1809 y contiene dos partes, una filosófica y de gran sentido estético y otra menos cuidada con la que cierra el poema, pareciendo como si hubiera unido dos versos distintos.
En enero de 1811 aún estaba en México y leyó su poema Improntu.
A principios de 1817 viajó a Lima y escribió A un amigo, don Gaspar Rico....
En 1821 escribió su hermosa Canción del 9 de octubre considerada el primer himno que ha tenido el territorio ecuatoriano.
En 1823 editó en Lima su traducción del inglés del Ensayo sobre el hombre de Alexander Pope, en 45 páginas.
En 1825 compuso una Marcha, el poema La Libertad.
En 1837 escribió la Canción del 10 de agosto, que como ha demostrado el padre Espinosa Pólit, sirvió de antecedente al actual himno nacional.
En 1840 escribió En la muerte de mi hermana. En 1843 editó Ocios poéticos del General Flores y una oda en su obsequio en 52 págs.
De allí en adelante sus cantos y poesías comenzaron a republicarse con gran éxito. En 1848 salió en Valparaíso un volumen de Obras Poéticas, única colección revisada y corregida por Olmedo, meses antes de su muerte. La segunda edición data de 1853, París, 214 páginas. Hay otras posteriores.